# Silahdar
Silahdar (literalment 'portador de les armes') fou el títol d'un funcionari de l'administració militar.
Apareix per primer cop a la cort dels sultans gran seljúcides on el silahdar era un alt càrrec responsable de la persona del sultà, i al mateix temps era cap de l'arsenal i de l'armament. En les campanyes transportava l'armament personal del sultà. Aquesta funció fou adoptada pels mamelucs egipcis sota el nom àrab d'amir silah, amb el grau més alt de la jerarquia militar que manava una unitat de mamelucs reials coneguts com la silahdariyya i a més tenia al càrrec l'arsenal: igualment portava les armes del sultà i al segle XV participava en les campanyes militars.
El càrrec fou principalment notable a l'Imperi Otomà; el sihladar era el funcionari que seguia en rang al camarlenc privat o khassoda bashi (el més important dels quatre camarlencs) i assegurava les relacions públiques del sultà i l'acompanyava amb l'espasa a les cerimònies públiques, viatges i campanyes. Disposava d'una força militar. A les cerimònies es posava a l'esquerra del sultà i a la batalla servia amb els seus homes com a guàrdia personal del sultà enquadrat a la cavalleria. Progressivament els seus efectius van augmentar per arribar a 2000 sota Mehmet II, i després gairebé 3.000 el 1598, cinc mil el 1597, 6.244 el 1660, 7.683 3l 1699, 10.821 el 1713, fins a arribar al seu màxim de 12.000 sota Mahmut II. Molts silahdars forens visir i alguns grans visirs. A la mort del silahdar Giritli Ali Agha el 1831, el sultà Mahmut II va suprimir el càrrec i les seves funcions van passar al Tresor dirigit pel khazine-ketkhudasi.